# مارچلو مانکوسو
مارچلو مانکوسو (انگلیسی: Marcello Mancosu؛ زادهٔ ۱۵ آوریل ۱۹۹۲) بازیکن فوتبال است.
از باشگاه‌هایی که در آن بازی کرده‌است می‌توان به باشگاه فوتبال کالیاری اشاره کرد.